# 13256 Marne
13256 Marne este un asteroid din centura principală de asteroizi.

## Descriere
13256 Marne este un asteroid din centura principală de asteroizi. A fost descoperit pe 26 iulie 1998 la Observatorul La Silla de Eric Walter Elst. Asteroidul prezintă o orbită caracterizată de o semiaxă mare de 2,45 ua, o excentricitate de 0,15 și o înclinație de 12,0° în raport cu ecliptica.